# Чемпионство FTW
Чемпионство FTW (англ. FTW Championship) — альтернативное, несанкционированное чемпионство в американском рестлинг-промоушене All Elite Wrestling (AEW). Первоначально защищалось в Extreme Championship Wrestling (ECW) в период с 1998 по 1999 года. Первый чемпион после создания в ECW — Тэз, первый чемпион после возрождения в AEW — Брайан Кейдж.
Данный титул похож на чемпионат на миллион долларов, который используется в WWE с подачи Теда Дибиаси и официально не был санкционирован.

## История создания

### Extreme Championship Wrestling (1998—1999)
Чемпионат FTW в тяжелом весе был создан и введён Тэзом, который также владеет авторскими правами на дизайн титула. Чемпионство использовалось для отыгрывания утраченных сюжетных линий, от которые пришлось оказаться или отложить из-за травм у участников. С данным чемпионством отыгрывались сюжеты чемпиона мира ECW в тяжёлом весе Шейна Дугласа получившего серьезную травму локтя, а так же подхватившего инфекцию носовых пазух. Тэза и Эл Сноу которые также пропустили свои матчи на Wrestlepalooza (1998) из-за проблем со здоровьем. Владелец ECW Пол Хейман сказал, что название подходит к данным ситуациям которые Тэз решил отыграть.
Тэзз объявил о создании чемпионата FTW в тяжелом весе (другое называние Чемпионат Мира в Бруклине) 14 мая 1998 года на турнире It Ain't Seinfeld. По сюжетной линии он был разочарован тем, что не сможет сразиться за чемпионство мира ECW в тяжёлом весе из-за травмы действующего чемпиона Шейна Дугласа который отказался встретиться с ним лицом к лицу. Тэз создал и защитил свой собственный титул чемпиона мира, объявив себя «настоящим» чемпионом мира. По его заявлениям, фанаты оценили такое послание, посланное данным поясом, который показывал презрение его владельца к руководству и обществу, и отображало данный чемпионат более ценным, чем главный титул компании. Чемпионат официально не был признан ECW.
Тэз не проигрывал титул довольно долго, а в итоге проиграл его в матче против Сабу, фактически отдав его ему. Это было преднамеренное поражение, когда он лёг и затащил на себя практически бессознательного Сабу 19 декабря 1998 года (он был уверен, что победит Шейна Дугласа в предстоящем титульном бою за главный титул, и поэтому больше не нуждался в чемпионате FTW в тяжелом весе). Тэз вернул себе титул на турнире Living Dangerously (1999) 21 марта 1999 года, победив Сабу в матче «чемпион против чемпиона». После победы он объединил чемпионат FTW в тяжелом весе с чемпионатом мира ECW в тяжелом весе (которым он тогда вледел), победив Сабу в матче титул против титула. В дальнейшем Тэз защищал только пояс чемпиона мира ECW в тяжелом весе ставший единственным мировым чемпионатом в промоушене, а чемпионат FTW в тяжелом весе был упразднён.

### All Elite Wrestling (2020—н.в.)
Запланированная защита титула чемпиона мира AEW Джоном Моксли против Брайана Кейджа не состоялась, так как он был помещён на карантин, после того, как у его жены Рене Янг анализ дал положительный результат на COVID-19. В итоге на Fyter Fest (2020), во вторую ночь выступлений Тэз возродил ранее существовавший в ECW титул чемпиона FTW и вручил его Брайану Кейджу.

## Дизайн пояса
Когда чемпионат был впервые создан, пояс фактически был таким же как пояс мирового телевизионного чемпиона ECW, только в оранжевом окрасе ремня, наклейками, наклеенными на пояс и логотипом «TAZ» вверху. На центральной части была наклейка «FTW» и орла. На боковых пластинах были приклеены флаги Соединенных Штатов и Великобритании, Канады и Японии. Несколько месяцев спустя, пытаясь убедить Тэза объединиться с Сабу и Робом Ван Дамом против Шейна Дугласа и группировки Тройная угроза, Билл Альфонсо подарил Тэзу совершенно новый и пояс чемпиона FTW с логотипом «TAZ», выгравированным на центральной пластине пояса.
По заявлениям Тэза, концепция такова чемпионата была позаимствована другими компаниями.
Согласно сюжету The Rise and Fall of ECW вышедшему на DVD, когда Сабу выиграл титул, ему не нравилось, что имя Тэза постоянно отображалось на поясе. Каждый раз, когда Сабу носил пояс с собой, он закрывал логотип «TAZ» лентой и маркером писал на нём «Сабу».

## История титула

### Действующий Чемпион FTW
На 4 августа 2025 года действующий чемпион — Рики Старкс который держит титул чемпиона FTW в первый раз.

#### Список чемпионов в ECW
С 1998 по 1999 годы титулом владело два чемпиона.
| № | Рестлер   | Фото | Дата                 | Статистика | Статистика | Город                          | Шоу                       | Примечания                                                                                                 | Ссылки |
| № | Рестлер   | Фото | Дата                 | К.Ч.       | Дней       | Город                          | Шоу                       | Примечания                                                                                                 | Ссылки |
| - | --------- | ---- | -------------------- | ---------- | ---------- | ------------------------------ | ------------------------- | --- | ------ |
| 1 | Тэз       |      | 14 мая 1998 года     | 1          | 219        | Куинс, Нью-Йорк, США           | It Ain't Seinfeld         | В одной из сюжетных линий Тэз представил чемпионство FTW.                                                  | [ 16 ] |
| 2 | Сабу      |      | 19 декабря 1998 года | 1          | 92         | Филадельфия, Пенсильвания, США | Hardcore TV               | Поединок «Тройная угроза», в котором также участвовал Джастин Кредибл.                                     | [ 10 ] |
| 3 | Тэз       |      | 21 марта 1999 года   | 2          | <1         | Эзбери Парк, Нью-Джерси, США   | Living Dangerously (1999) | Матч по правилам хардкора.                                                                                 | [ 12 ] |
| — | Упразднен |      | 21 марта 1999 года   | —          | —          | Эзбери Парк, Нью-Джерси, США   | Living Dangerously (1999) | Тэз победил Сабу, после чего объединил чемпионат FTW в тяжёлом весе с чемпионатом мира ECW в тяжелом весе. |        |

#### Список чемпионов в AEW
По состоянию на 4 августа 2025 года титулом владело два чемпиона.
| № | Рестлер      | Фото | Дата              | Статистика | Статистика | Город                     | Шоу                                           | Примечания                                                                                    | Ссылки |
| № | Рестлер      | Фото | Дата              | К.Ч.       | Дней       | Город                     | Шоу                                           | Примечания                                                                                    | Ссылки |
| - | ------------ | ---- | ----------------- | ---------- | ---------- | ------------------------- | --------------------------------------------- | --------------------------------------------------------------------------------------------- | ------ |
| 4 | Брайан Кейдж |      | 2 июля 2020 года  | 1          | 377        | Джэксонвилл, Флорида, США | Спец выпуск Dynamite Fyter Fest (2020) 2 ночь | Тэз возразил чемпионство и вручил его Брайану Кейджу. Трансляция состоялась 8 июля 2020 года. | [ 19 ] |
| 5 | Рики Старкс  |      | 14 июля 2021 года | 1          | 1482+      | Сидар-Парк, Техас, США    | Спец выпуск Dynamite Fyter Fest (2021) 1 ночь | Пока рефери отвлекали Пауэрхаус Хоббс ударил Кейджа титулом.                                  | [ 20 ] |

### По количеству дней владения титулом в ECW

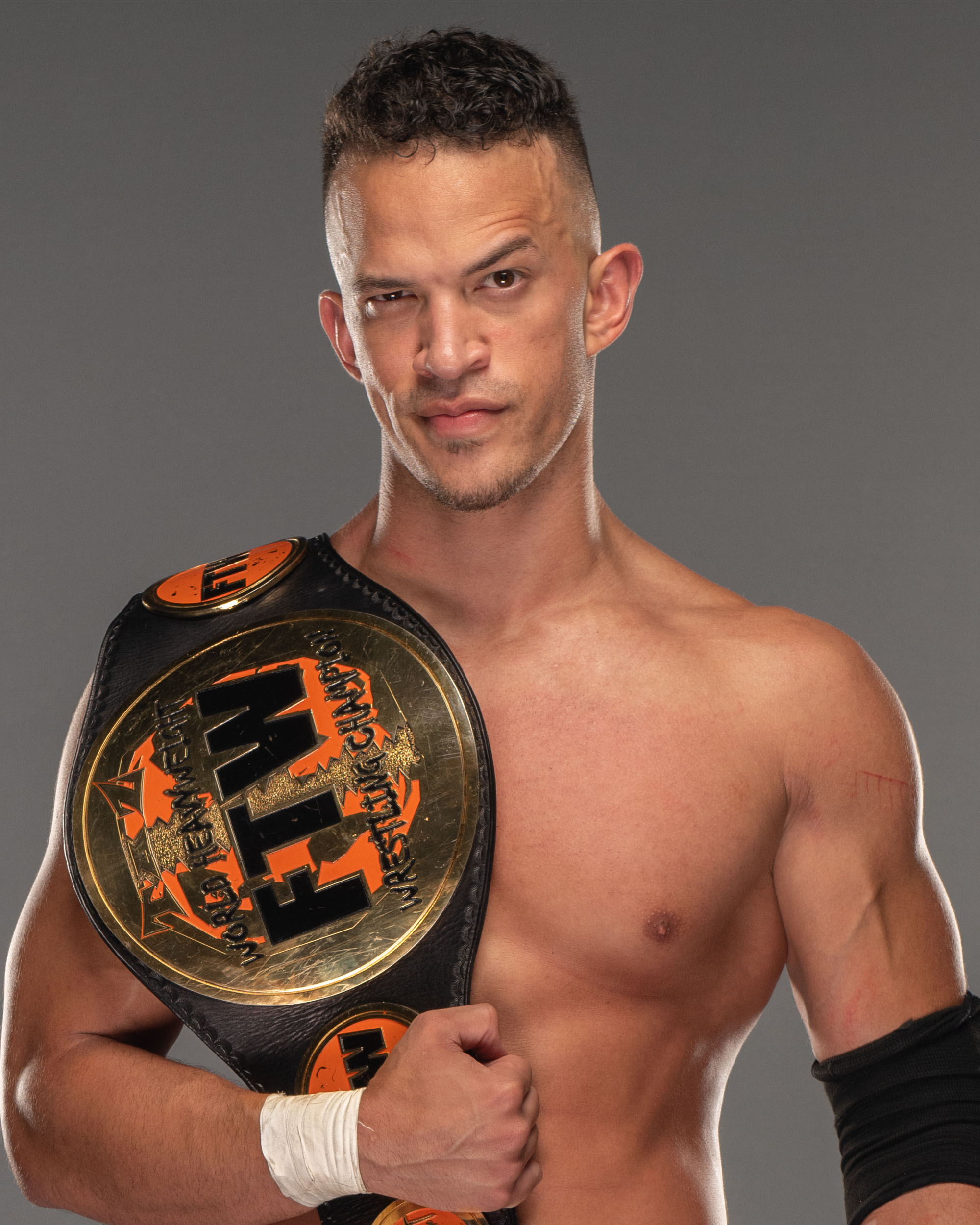
Действующий чемпион,
Рики Старкс

| Символ | Значение            |
| ------ | ------------------- |
| X+     | Действующий чемпион |

На 4 августа 2025 года
| № | Рестлер | Чемпионских титулов | Дней чемпионства |
| - | ------- | ------------------- | ---------------- |
| 1 | Тэз     | 2                   | 219              |
| 2 | Сабу    | 1                   | 92               |

### По количеству дней владения титулом в AEW
| Символ | Значение            |
| ------ | ------------------- |
| X+     | Действующий чемпион |

На 4 августа 2025 года
| № | Рестлер      | Чемпионских титулов | Дней чемпионства |
| - | ------------ | ------------------- | ---------------- |
| 1 | Брайан Кейдж | 1                   | 377              |
| 2 | Рики Старкс  | 1                   | 1482+            |

### Комментарии
1. ↑  Первый чемпион завоевавший титул в ECW
2. ↑  Первый чемпион завоевавший титул в AEW
3. ↑  Самое короткое чемпионство в ECW